# Christoph Ludwig Hoffmann (Mediziner)

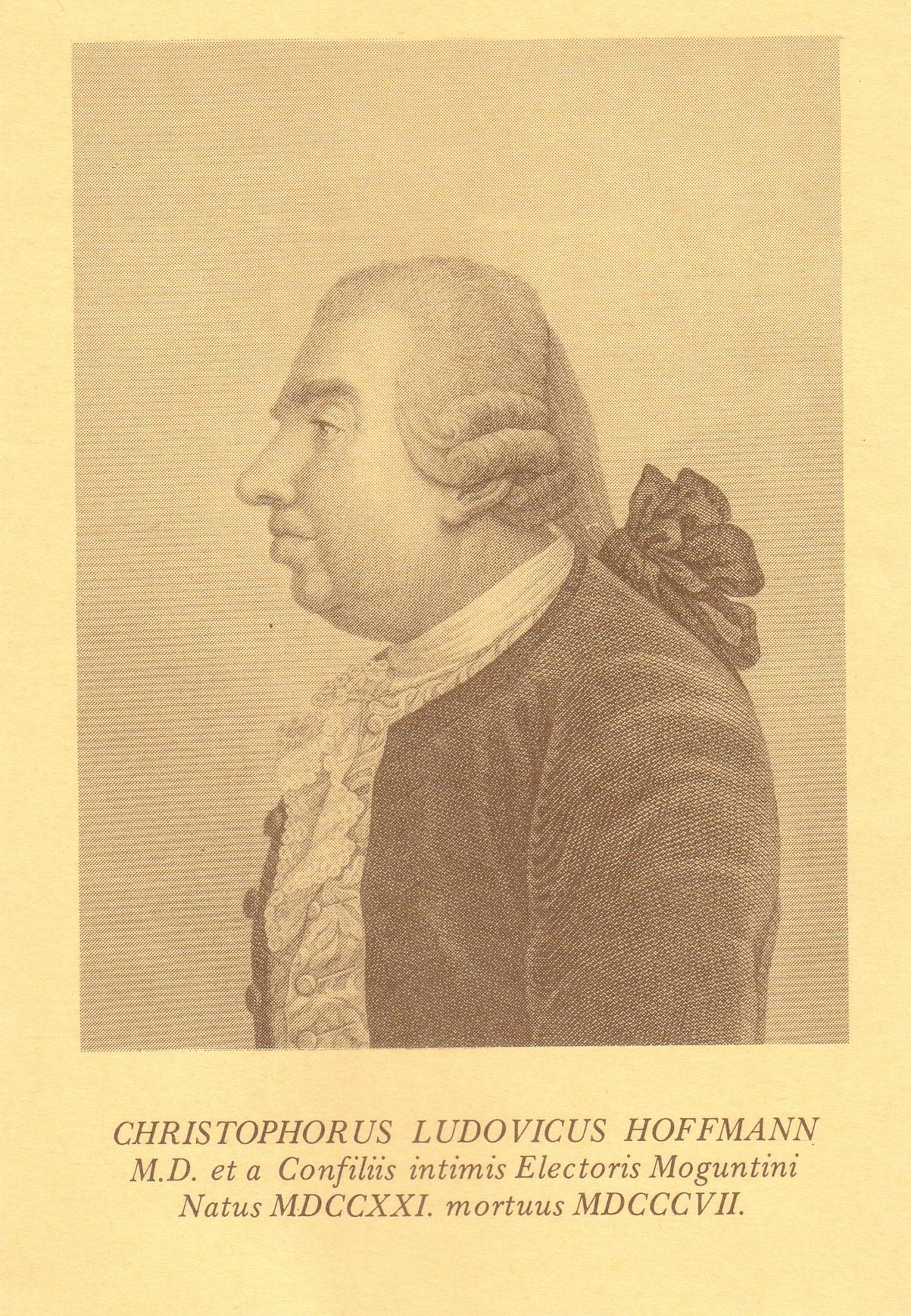
Christoph Ludwig Hoffmann

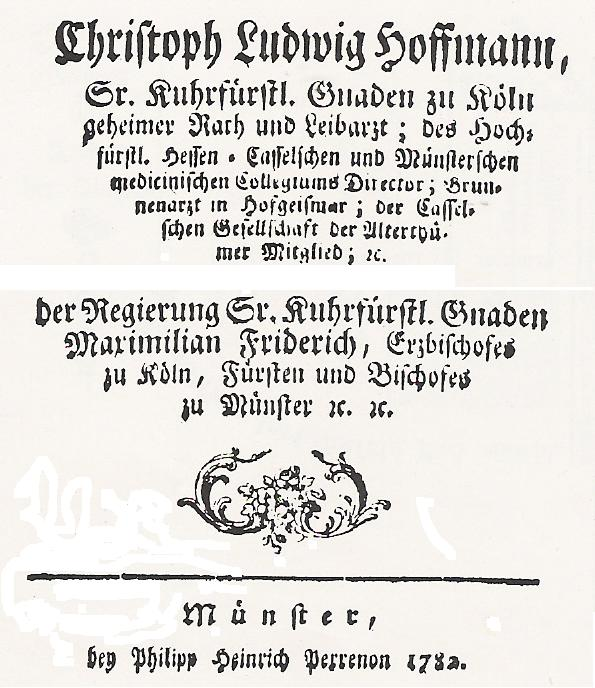
Münster 1782

Christoph Ludwig (von) Hoffmann (* 3. Dezember 1721 in Rheda; † 28. Juli 1807 in Eltville) war ein deutscher Arzt und Gesundheitswesenreformer. Er ist der Erfinder eines optisch-mechanischen Telegraphen, rund zehn Jahre vor der Realisation des Flügeltelegraphen von Claude Chappe.

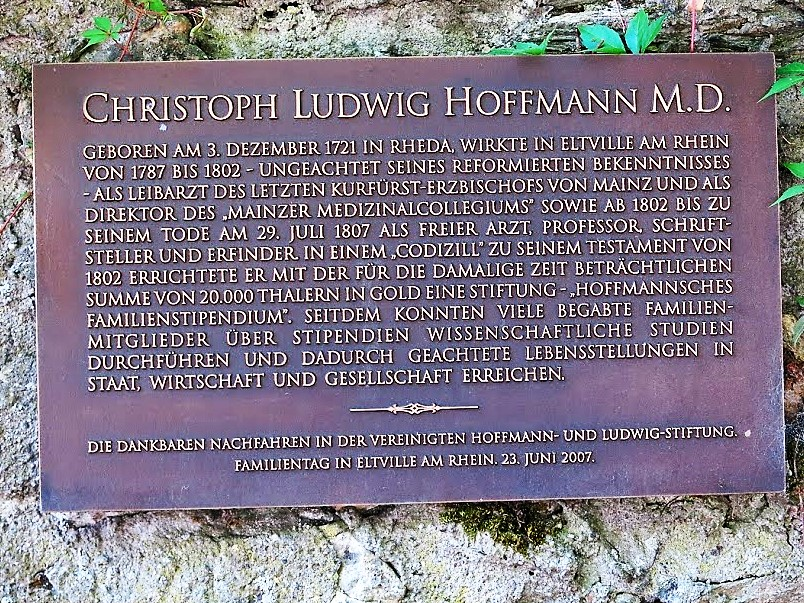
Christoph Ludwig Hoffmann, Gedenktafel in der Kurfürstlichen Burg Eltville

## Leben und Werk
Christoph Ludwig Hoffmann ist der Sohn des gräflich-bentheimischen Regierungsrates Wilhelm (von) Hoffmann und seiner Frau Dorothea Maria Poppelbaum, einer Rintelner Kaufmannstochter. Sein aus einer hessischen Beamtenfamilie stammender Großvater Johann Balthasar von Hoffmann (1639–1705) war Rat und Drost des Grafen zur Lippe-Brake. Für den Sohn der reformierten Beamtenfamilie wäre das Gymnasium illustre Arnoldinum in Burgsteinfurt eigentlich die naheliegende Unterrichtsstätte gewesen, aufgrund verwandtschaftlicher Beziehungen der Eltern jedoch besuchte Hoffmann das Gymnasium in Rinteln. Dass er nach dem Abitur an der dortigen lutherischen Universität auch mit seinem Medizinstudium begonnen habe, ist nicht gesichert. Belegt ist vielmehr, dass er am 29. April 1740 in die Matrikel der Universität Jena eingeschrieben wurde. Am 26. August 1741 wurde er als Student der Medizin an der niederländischen Universität Harderwijk immatrikuliert, die zu jener Zeit von vielen Westfalen aller Konfessionen besucht wurde und besonders wegen ihrer schnellen Promotionen beliebt war. Tatsächlich wurde Hoffmann aber von der Universität Jena 1746 zum Doktor der Medizin promoviert.
Nach kurzer Tätigkeit als niedergelassener Arzt zunächst in Rheda und danach in Detmold wurde seine Bewerbung um eine beamtete Stellung von den Landständen positiv beschieden, so dass er zum 30. November 1749 als Rhedaer Landesphysikus bestellt und beamtet wurde. Seine erfolgreiche Tätigkeit hier erfüllte die hohen Erwartungen und begründeten seinen Ruf.
Karl Paul Ernst von Bentheim-Steinfurt holte ihn als Mediziner und Naturforscher nach Burgsteinfurt. Von 1756 bis 1764 war er dessen Leibarzt und gleichzeitig Professor für Medizin und Philosophie am dortigen Gymnasium Illustre Arnoldinum. In dieser Zeit erfand er einen optisch-mechanischen Telegraphen.
Er schreibt in einem Brief an den Grafen Ludwig, Sohn des Grafen Karl:
„Unter seiner Regierung erfand ich in Burgsteinfurt die Telegraphie. In Münster ließ ich im Jahre 1782 von dieser Sache eine abgekürzte Nachricht abdrucken, also zehn Jahre früher, als die Franzosen der Welt von etwas bekannt gemacht haben. Nicht die Teutschen, die Franzosen haben mich geschätzet.“
In einem Artikel unter dem Titel Description d´un télégraphe trés simple et à la portée le monde A. Paris et Amsterdam 1800 findet man folgenden – hier übersetzten – Hinweis:
„Im siebenjährigen Krieg wurde sie in Schönbusch auf der Anhöhe bei Burghorst (Borghorst) ausgeführt. Seine Hochgräflichen Gnaden Dero selbiger Herr Vater hatten an der Ausführung Anteil.“
Ab 1763 war Hoffmann Leibarzt des Fürstbischofs Maximilian Friedrich von Königsegg-Rothenfels in Münster, wo er – wie später auch in Kassel – Reformen für das Gesundheitswesen im Sinne eines aufgeklärten Absolutismus erwirkte.
Von Hoffmann wurde 1784 als Leibarzt des Kurfürsten von Köln und Bischof von Münster nach Münster berufen, wo er eine geplante Medizinalordnung jedoch nicht realisieren könnte. 1787 zog er nach Mainz, wo er den Titel eines kurfürstlichen Geheimrats erhielt, ging später nach Aschaffenburg und zuletzt nach Eltville.
Durch sein vielseitiges öffentliches wie privates Wirken hatte er ein ganz beachtliches Vermögen gewonnen. In seinem letzten Willen bedachte er aus diesen Mitteln die beiden Kinder seiner Schwester Wilhelmine Elisabeth Gerstein (1727–1789): (I) Ludwig Friedrich Wilhelm Gerstein (1750–1808) und (II) Dorothea Charlotte Giercke, geb. Gerstein (1748–1826) sowie (III) Catharina Wilhelmine Helwing (1767–1833), einer Tochter seines Cousins Ferdinand Bernhard von Hoffmann, bzw. deren Nachkommen mit einer ansehnlichen Studienstiftung.